# Gafanhoto
Os gafanhotos, acridianos, acrídios, ticuras ou tucuras são os insetos pertencentes à subordem Caelifera da ordem Orthoptera, caracterizados por terem o fémur das pernas posteriores muito grandes e fortes, o que lhes permite deslocarem-se aos saltos. Algumas espécies formam enormes enxames que podem devastar grandes plantações.
Os gafanhotos são polífagos, se alimentam de folhas de vários tipos de plantas tais como: citros, arroz, soja, pastagens, alfafa, eucalipto e outras.

## Etimologia
"Gafanhoto" procede do árabe gaf'a, "contraído, com os dedos encolhidos". "Acridiano" e "acrídio" procedem do grego akrís, ídos, "gafanhoto". "Ticura" e "tucura" procedem do tupi tu'kura.

## Características
Outras características desta subordem que a distinguem da subordem Ensifera são:
- torso com três segmentos ou menos;
- antenas pequenas;
- tímpanos presentes dos lados do primeiro segmento abdominal e;
- ovopositor curto;
- tamanho variável entre 1,5 centímetro e aproximadamente 12 centímetros (considerando as espécies de maiores gafanhotos do mundo);
- a sua forma corporal e segmentada.

## Biologia

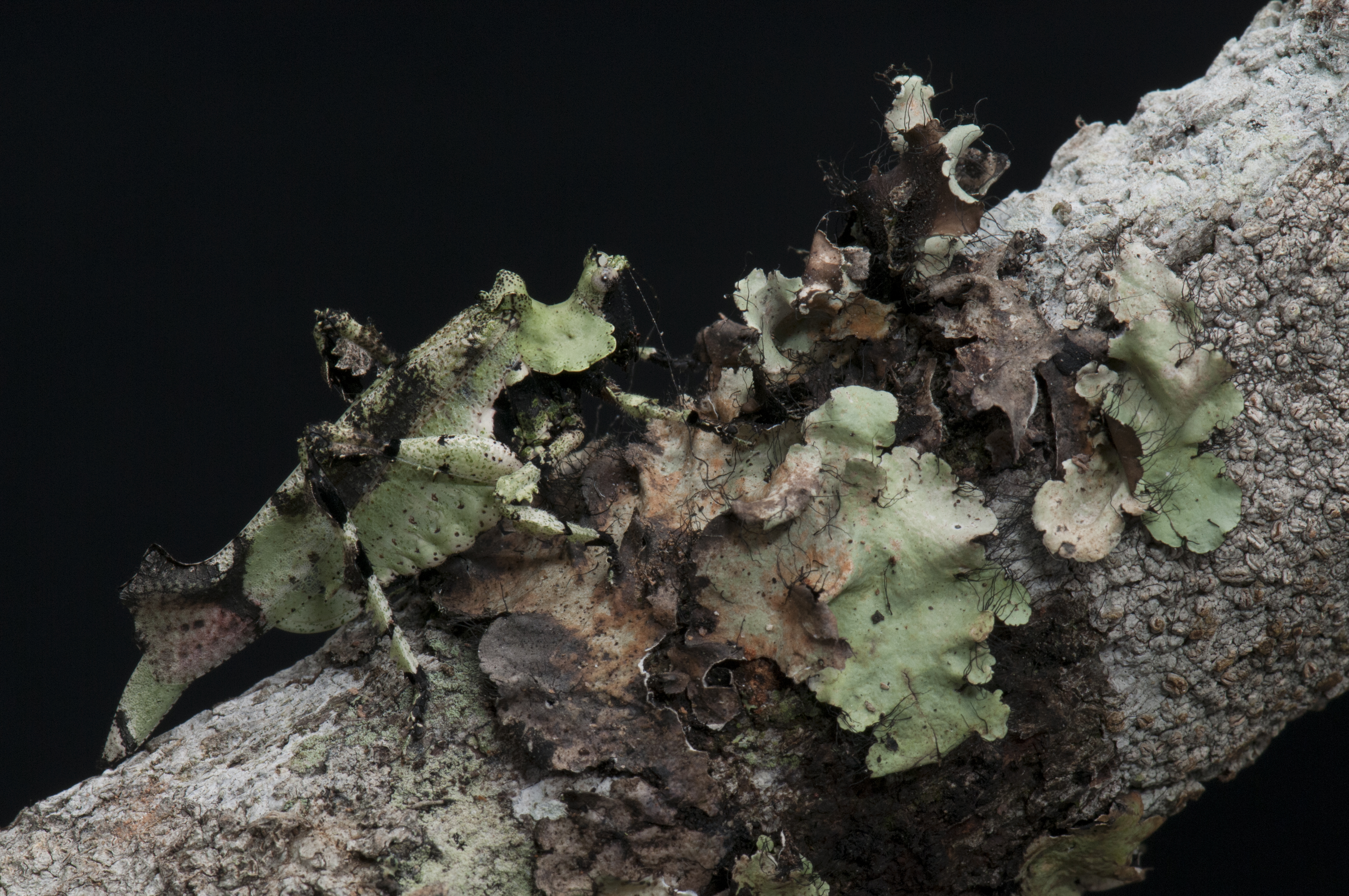
Gafanhoto camuflado

### Dieta e digestão
Os gafanhotos comem preferencialmente gramíneas, folhas e cereais, mas muitos gafanhotos são onívoros. A grande maioria dos gafanhotos são polífagos. Muitos se alimentam a partir de várias plantas hospedeiras durante um dia, enquanto outros preferem alimentar-se na mesma planta hospedeira. Apenas uma das 8000 espécies de gafanhoto é monófaga, alimentando-se de duas espécies de plantas.
O sistema digestivo dos insetos inclui um intestino anterior (stomodaeum - a região bocal), um intestino médio (ou mesentério) e um intestino posterior (proctodaeum - a região anal). A boca possui mandíbula e glândulas salivares. A mandíbula inicia a digestão mecânica, porém possui pouca capacidade mastigatória. As glândulas salivares (que se localizam na cavidade bucal) digerem quimicamente os hidratos de carbono (açúcares) presentes nas gramíneas e em outros alimentos similares ingeridos pelos gafanhotos. A cavidade bucal é contínua com a faringe, o esófago e o papo. O papo tem a capacidade de armazenar alimentos. A partir do papo, o alimento entra na moela (ou proventrículo), que possui estruturas quitinosas similares a dentes. A partir daí, o alimento entra no ventrículo (ou estômago). Aqui, as enzimas digestivas misturam-se com o alimento para o digerir. Estas enzimas têm origem no ceco gástrico localizado à volta do estômago. Posteriormente o alimento chega aos túbulos de Malpighi, sendo estes os órgãos de excreção principais. O intestino posterior inclui partes do intestino (incluindo o íleo e o reto), e os resíduos alimentares saem pelo ânus. A maioria do alimento é digerida no intestino médio, mas alguns resíduos de alimentos, bem como resíduos de produtos provenientes dos túbulos de Malpighi são processados no intestino grosso. Estes resíduos possuem principalmente ácido úrico, ureia e aminoácidos, e são normalmente convertidos em pelotas secas antes de serem eliminados.
As glândulas salivares e intestino secretam enzimas digestivas. O intestino médio segrega enzimas, particularmente, proteases, lipases, amilases e invertases, sendo que o conjunto de enzimas específicas que são secretadas, varia de acordo com as diferentes dietas dos gafanhotos.

### Sistema nervoso
O sistema nervoso do gafanhoto é controlado por gânglios, isto é, grupos soltos de células nervosas presentes na maioria das espécies mais evoluídas que os cnidários. Os gafanhotos possuem gânglios em cada segmento, bem como um conjunto maior destas células na cabeça, sendo, portanto considerados no seu todo como o cérebro. No centro do seu cérebro, existe um neurópilo, através do qual todos os gânglios encaminham os seus sinais. No gafanhoto, os órgãos sensoriais (neurónios sensoriais) encontram-se perto do exterior do corpo, consistindo em pequenos pêlos (sensilas), que consistem numa célula sensorial e uma fibra nervosa, que estão especificamente calibradas para responder a determinados estímulos específicos. Apesar de as sensilas se encontrarem por todo o corpo, são mais densas nas antenas, pedipalpos (partes bucais) e cerci (na zona posterior). Os gafanhotos também possuem tímpanos para percepção de som. Estes e as sensilas estão conectados ao cérebro via neurópilo.

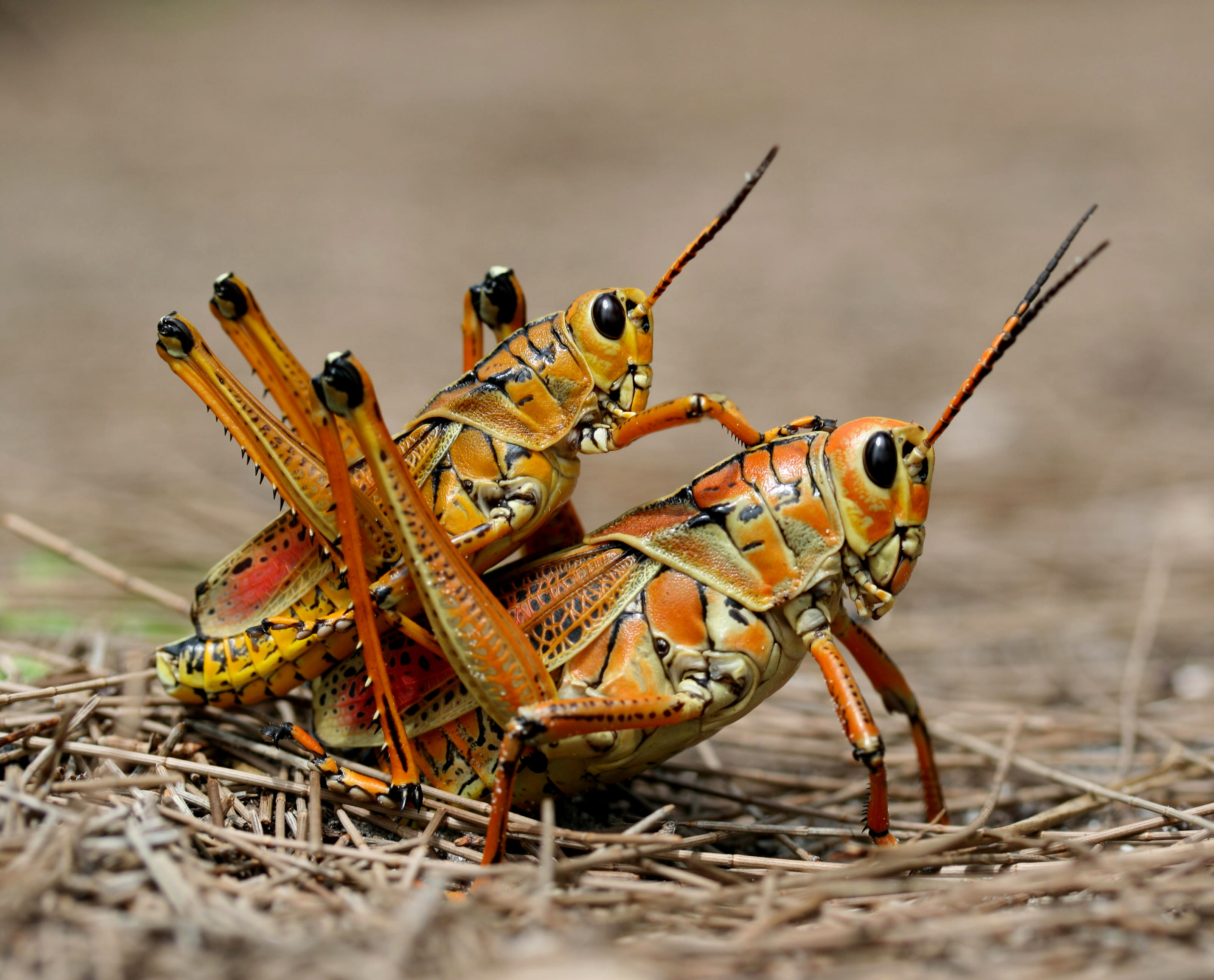
Romalea guttata acasalando

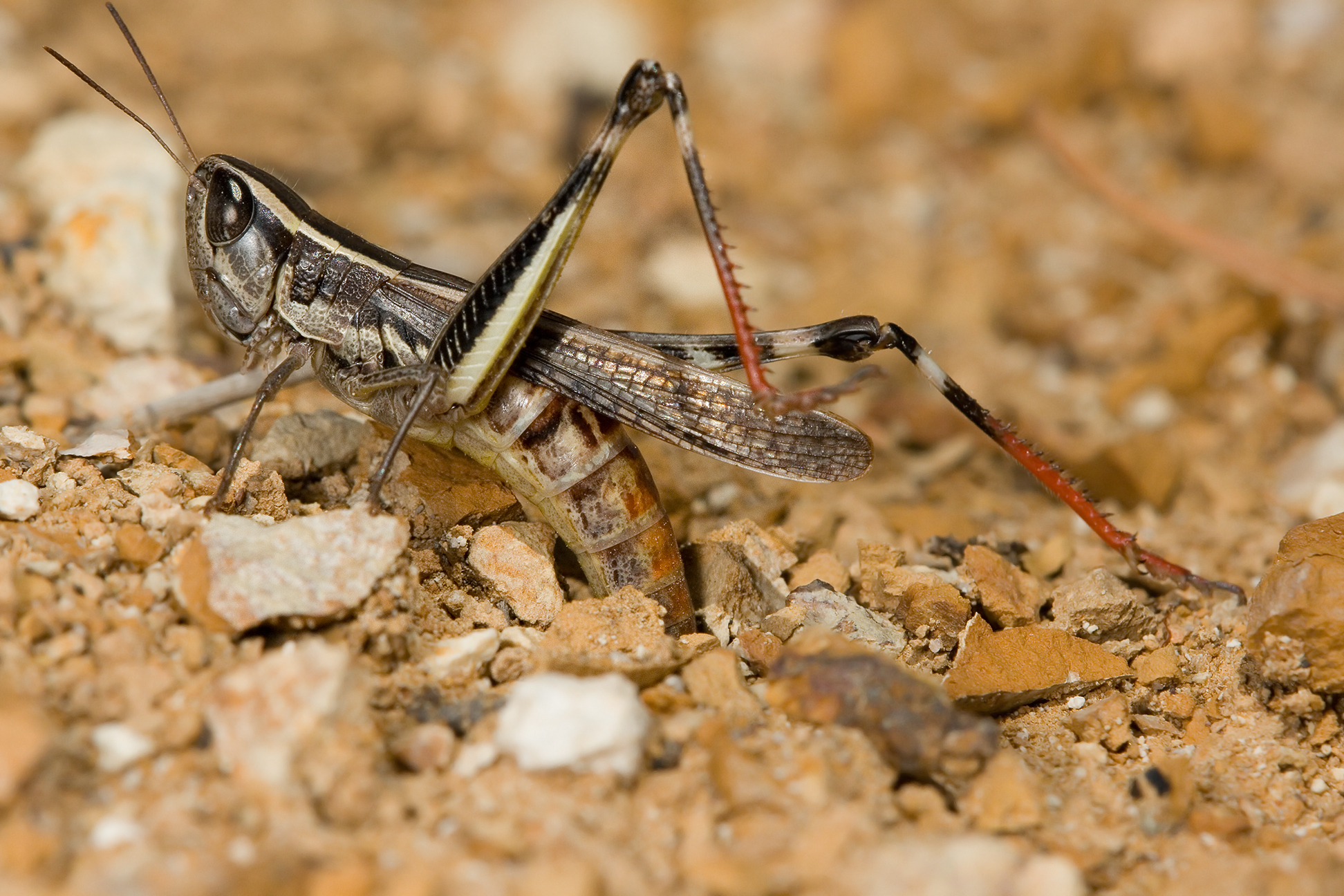
Macrotona australis pondo ovos

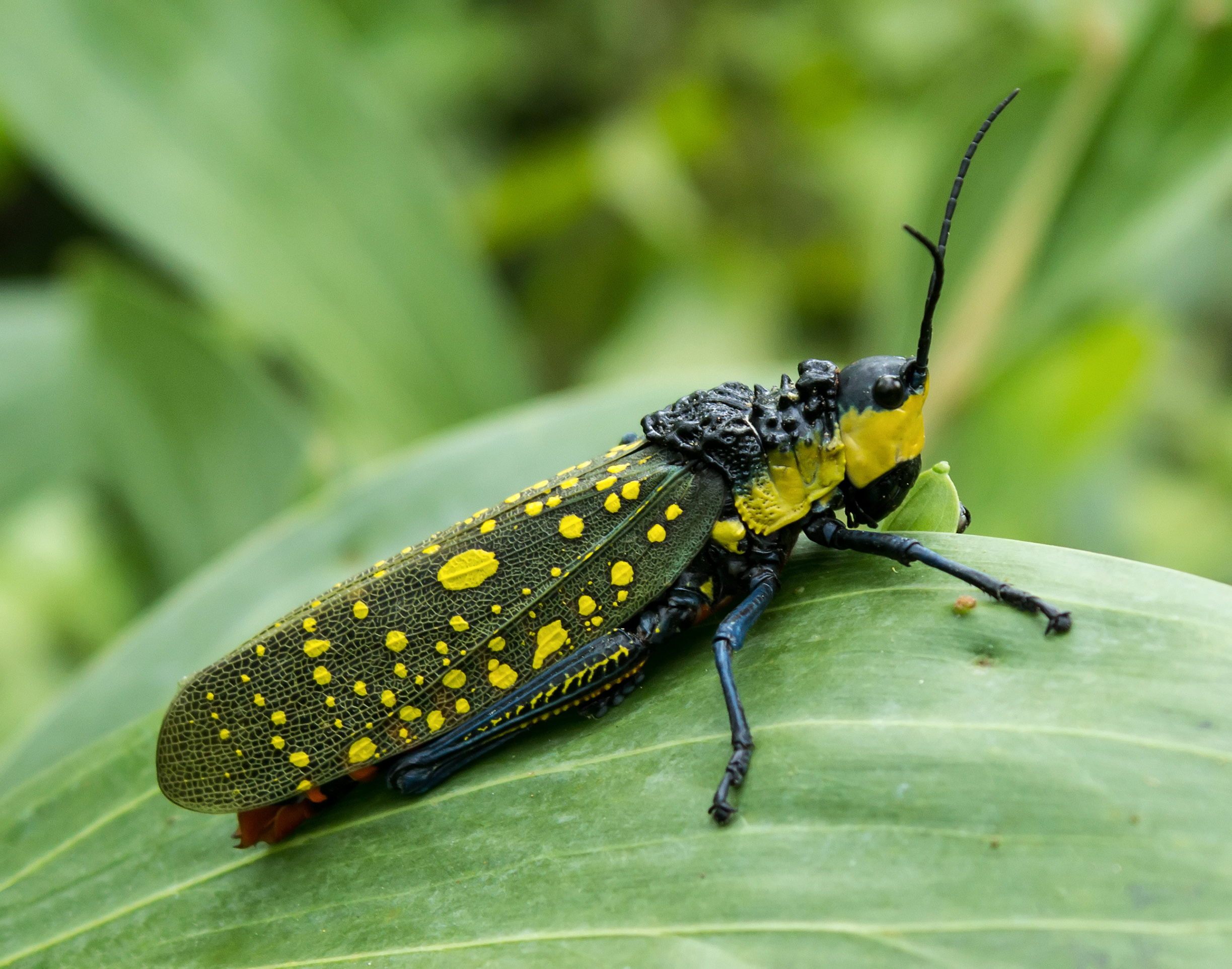
Aularches miliaris no Pomar Mangunan, em Dlingo, em Bantul, em Yogyakarta, na Indonésia

### Circulação e respiração
Os gafanhotos possuem sistema circulatório aberto, isto é, o seu fluido corporal (hemolinfa) preenche diretamente as cavidades corporais e apêndices. O único órgão fechado, o vaso dorsal, estende-se desde a cabeça, passando pelo tórax, terminando na extremidade posterior do animal. O vaso dorsal é um tubo contínuo com duas regiões demarcadas: o coração, restrito ao abdómen, e a aorta, que se estende desde o coração até à cabeça passando pelo tórax.
A hemolinfa é bombeada para a frente desde as zonas posterior e laterais do corpo do animal através de uma série de câmaras valvulares, cada qual contendo um par de aberturas laterais (ostia). A hemolinfa continua para a aorta e é libertada na zona anterior da cabeça. Bombas acessórias transportam a hemolinfa através das veias das asas, ao longo das patas e antenas antes de fluir novamente para o abdómen. A hemolinfa transporta nutrientes através do corpo e transporta resíduos metabólicos para o sistema de túbulos de Malpighi para ser excretado. Como não transporta oxigénio, o "sangue" dos gafanhotos é verde.
A respiração é levada a cabo através de traqueias, isto é, tubos cheios de ar que abrem nas superfícies do tórax e abdómen através de pares de espiráculos. As válvulas dos espiráculos apenas abrem para permitir a passagem de oxigénio e a troca de dióxido de carbono. As traquéolas, encontradas nas extremidades dos tubos traqueais, irradiam entre as células transportando oxigénio por todo o corpo.

## Como alimento
O consumo de gafanhotos é muito antigo, e, na Bíblia, no Evangelho de Marcos, há a informação que João Batista talvez se alimentasse de mel e gafanhotos {ou em realidade "Alfarrobas", considerando que o termo "gafanhoto" se refere também à Alfarrobeira (Ceratonia siliqua) - os termos hebraicos para "gafanhotos" (hagavim) e "alfarrobeiras" (haruvim) são muito similares -, uma árvore de fruto adocicado comestível, nativa da região mediterrânica, onde provavelmente vivia o personagem bíblico, conhecida ainda como Pão-de-João ou Pão-de-São-João, figueira-de-pitágoras e figueira-do-egipto}.
Em certos países, os gafanhotos gregários são comidos como uma boa fonte de proteína. No sul do México, por exemplo, eles são apreciados por seu alto teor de proteínas, minerais e vitaminas. Eles normalmente são recolhidos ao entardecer. Em países como a Tailândia e China, é possível encontra-los nos mercados de rua. Normalmente eles são colocados em água por 24 horas, após o que eles podem ser cozidos ou ingeridos crus, secos ao sol, frito, temperado com especiarias, como alho, cebola, chili, e utilizado em sopa ou como recheio para vários pratos.
Em alguns países da África, os gafanhotos são uma importante fonte de alimento, assim como outros insetos, acrescentando proteínas e gorduras na dieta diária, especialmente em tempos de crise alimentar.

### Gafanhotos como alimento para os nativos das Américas
Os gafanhotos, assim como inúmeros invertebrados serviam de alimento para os ameríndios.
Índios de Cartagena coletavam e secavam gafanhotos que serviam de moeda de troca no comércio com povos do interior. Os índios de Tucuman (Argentina) apreciavam estes insetos como alimento, o mesmo acontecendo com os Makuxi da região dos Rio Branco e Rio Rupununi, compreendendo Brasil e Guiana e com os Xavante do Mato Grosso. Índios de Roraima eram outros adeptos do consumo de gafanhotos, assim como os habitantes da região do rio Uaupés, da Amazônia e os Quiapêr de Rondônia.
Os Cahuilla do sul da Califórnia, cavavam longas valetas, onde colocavam areia e pedras aquecidas, e tocavam os insetos para dentro delas para tostá-los e os que não eram comidos na ocasião eram armazenados. Os Paiute do Arizona, Utah e sudeste da Califórnia e Nevada às vezes comiam os gafanhotos crus, mas também os grelhavam em buracos no solo ou diretamente no fogo, os trituravam e os guardavam. Os Washo da fronteira da Califórnia e Nevada pegavam os gafanhotos com as mãos ou ateavam fogo no capim fazendo com que os insetos caíssem em valetas pré-cavadas. Depois de assados eram triturados e guardados para futuro consumo com outros alimentos.

## Espécies
- Gafanhoto-argentino
- Gafanhoto-de-coqueiro
- Gafanhoto-do-campo
- Gafanhoto-do-milho
- Gafanhoto-gigante
- Gafanhoto-migratório
- Gafanhoto-peregrino
- Gafanhoto-soldado
- Gafanhoto-verde

## Galeria

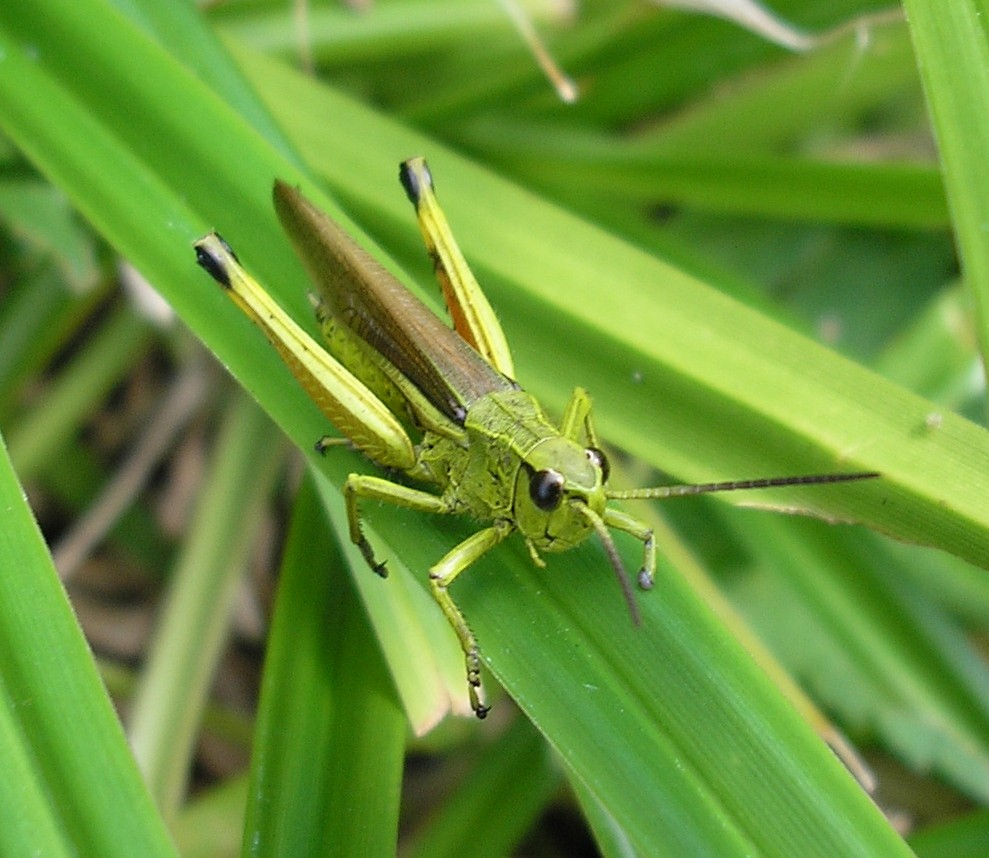
Locust stethophyma macho
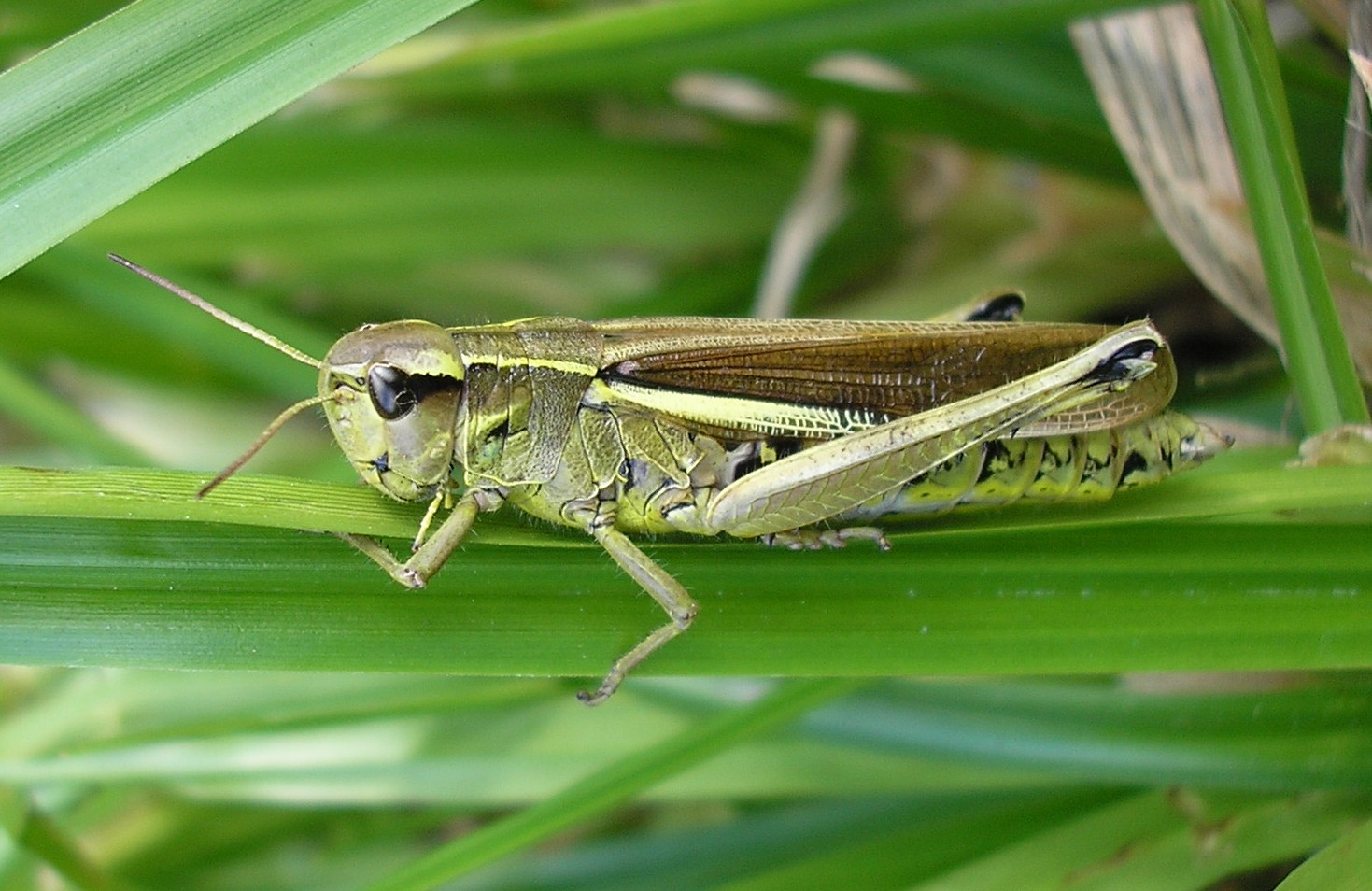
L. stethophyma fêmea
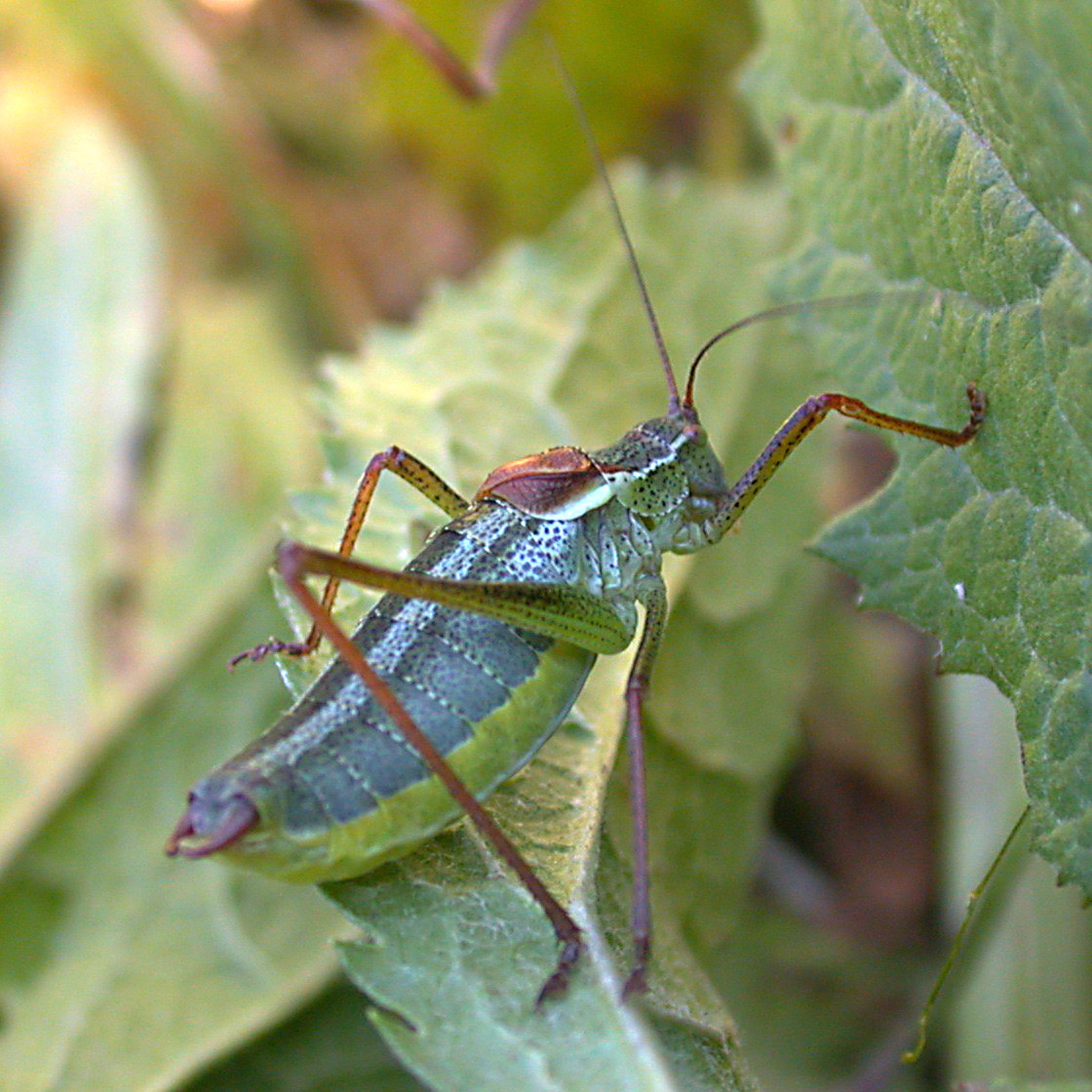
Gafanhoto nos montes Altai, na Sibéria
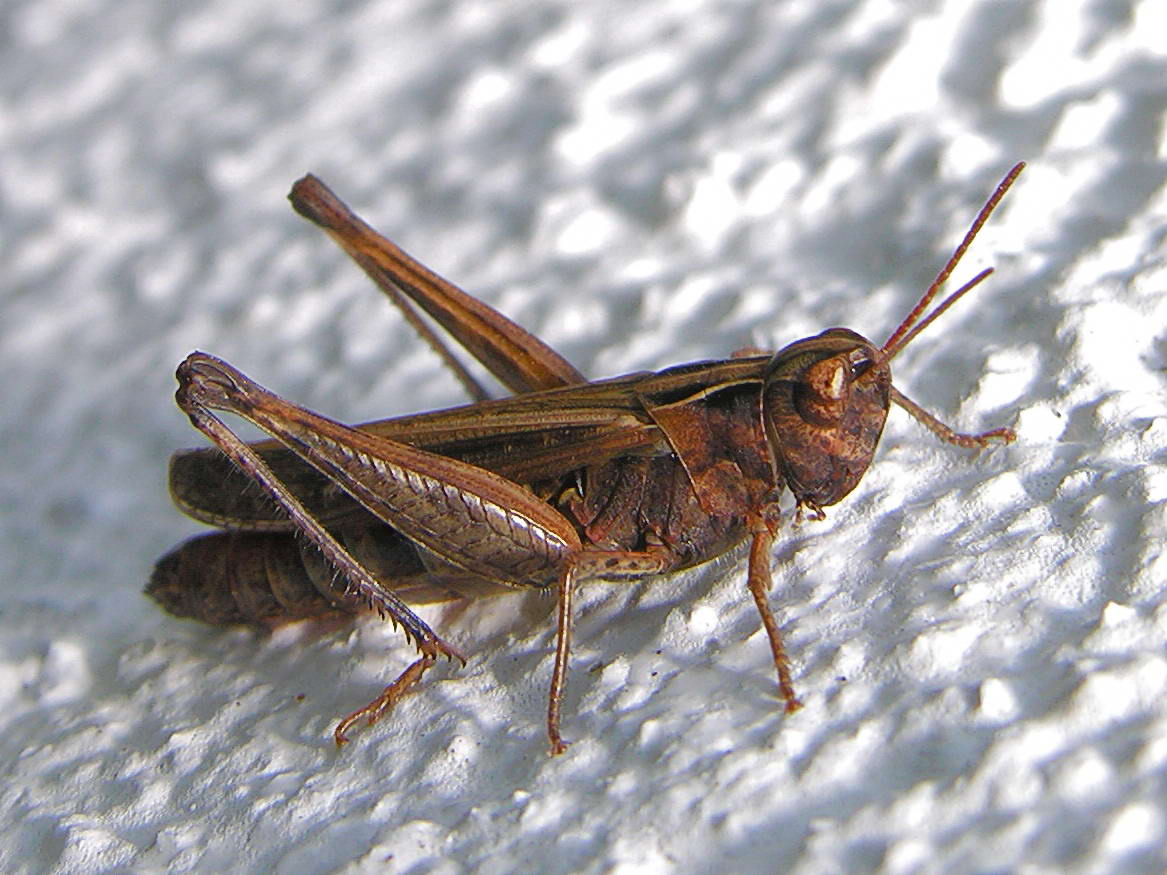
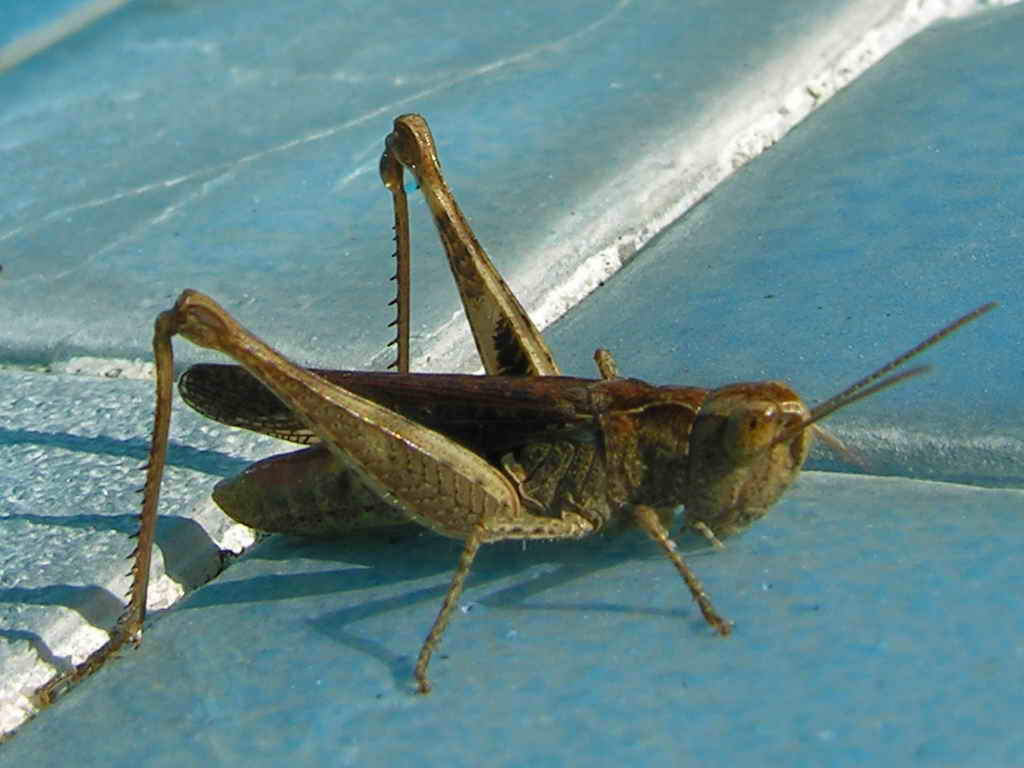
Chorthippus vagans
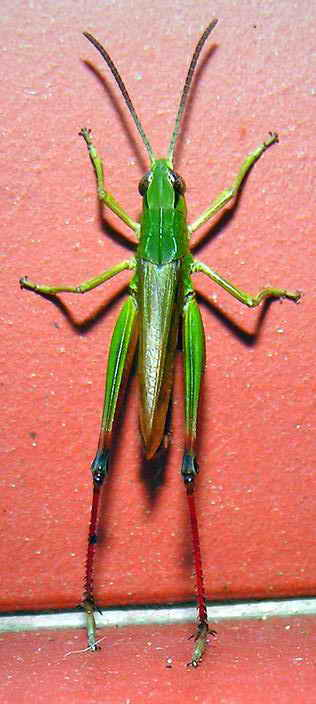
Saltón
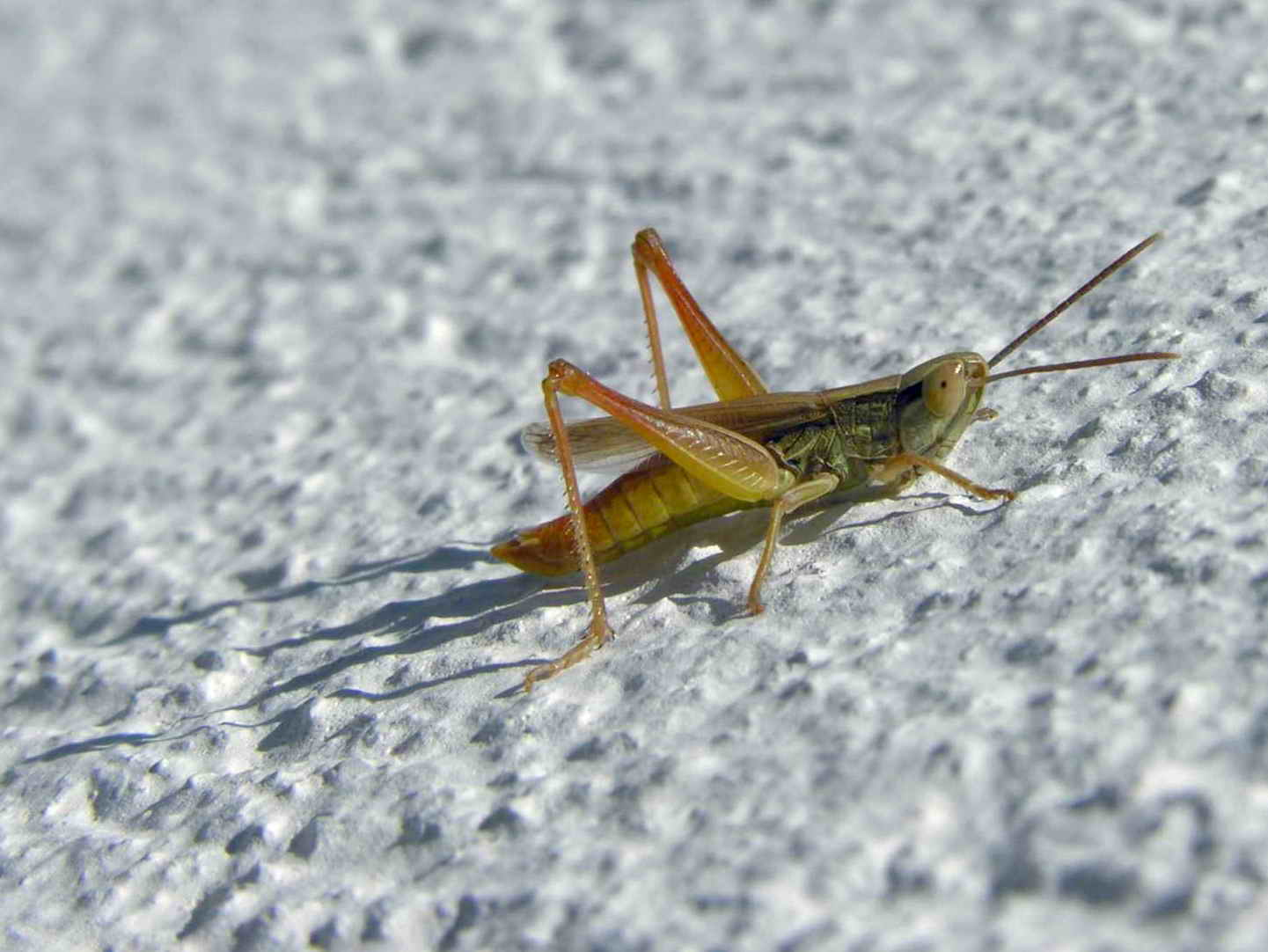
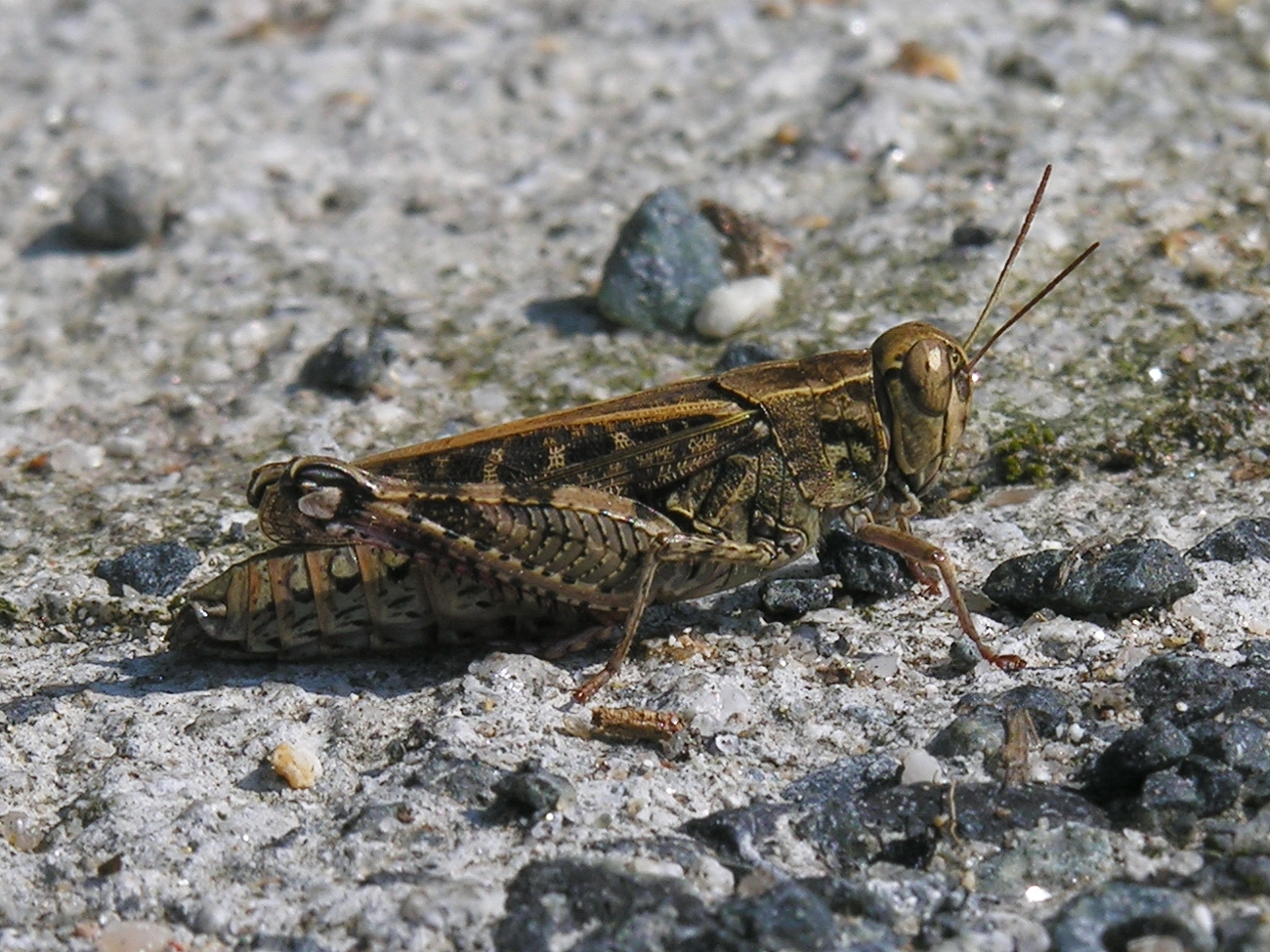
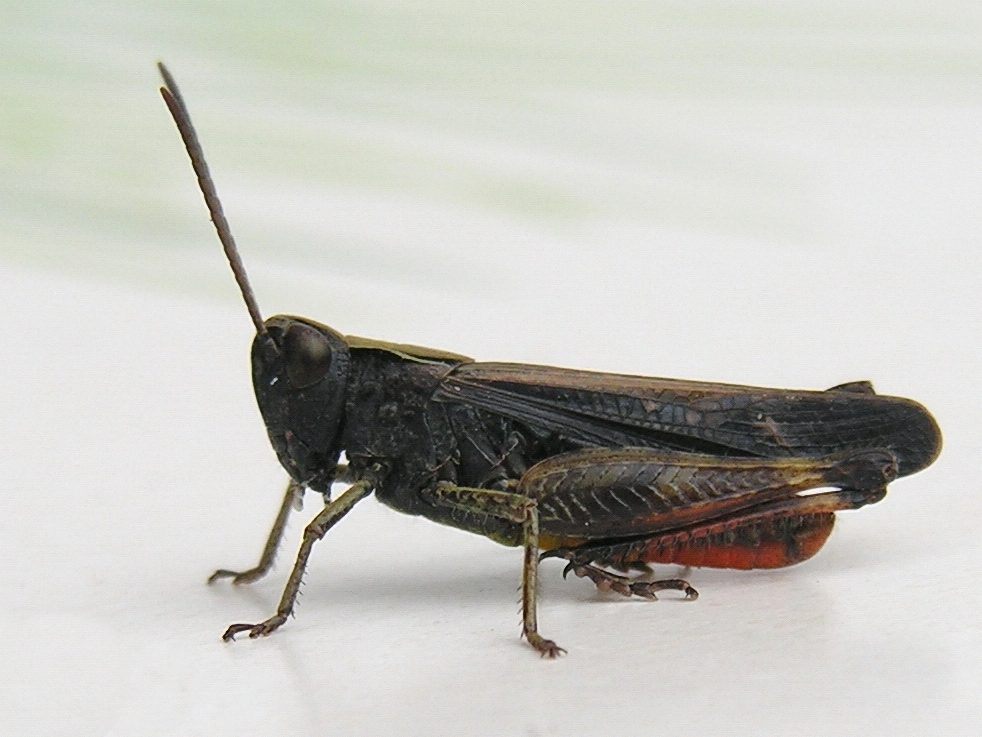
Gafanhoto na Galiza, na Espanha
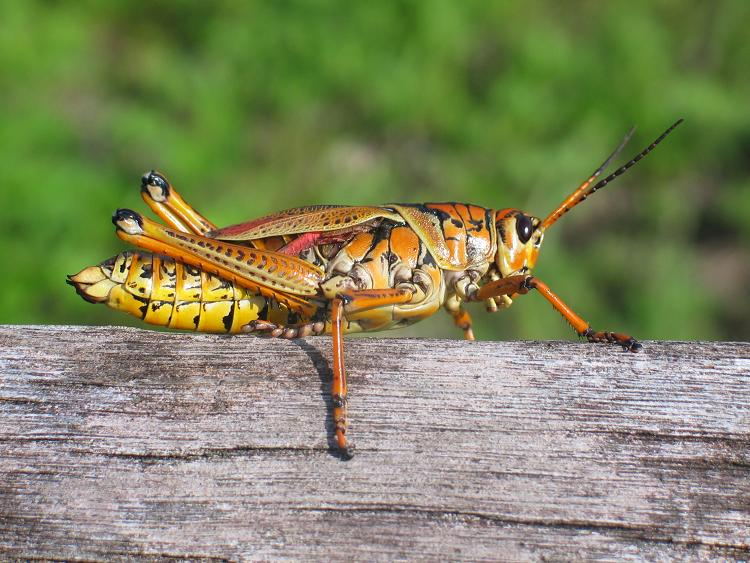
Romalea microptera
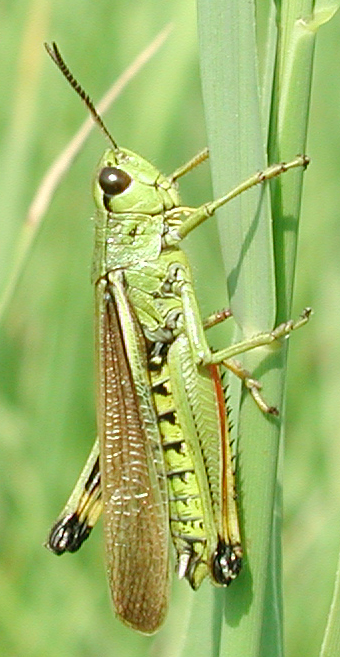
Stethophyma grossum
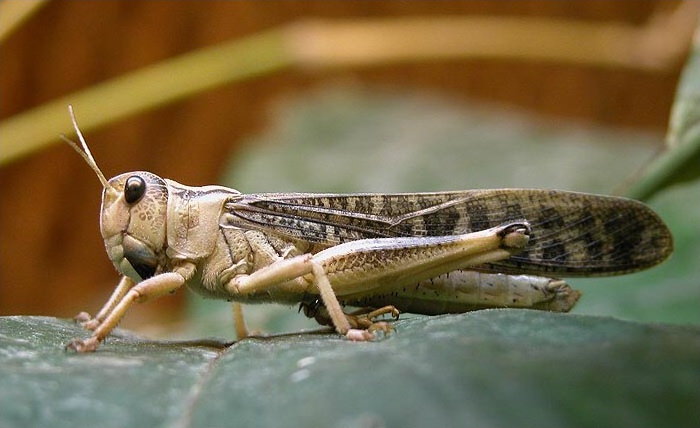
Locusta migratoria
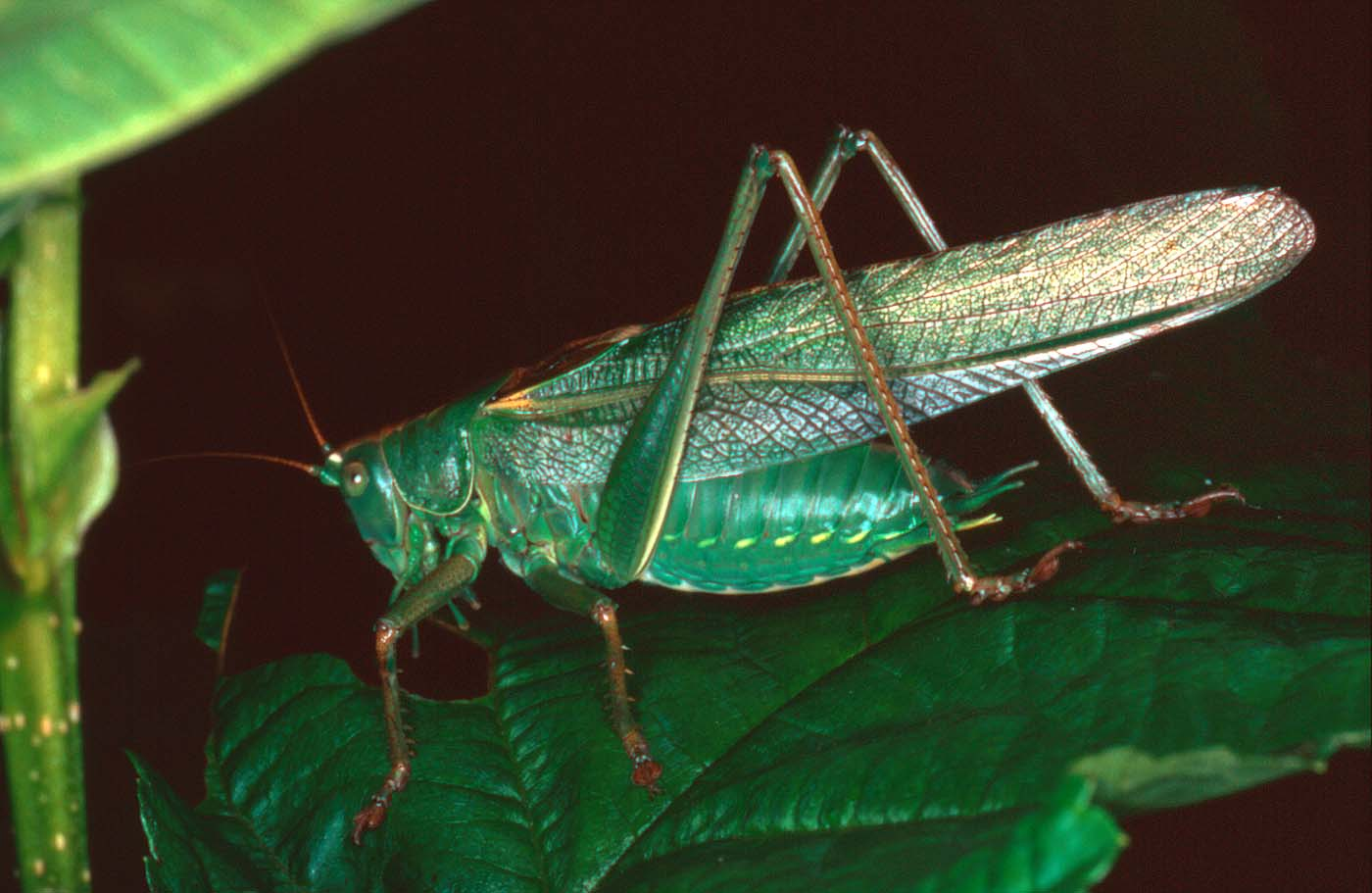
Tettigonia viridissima
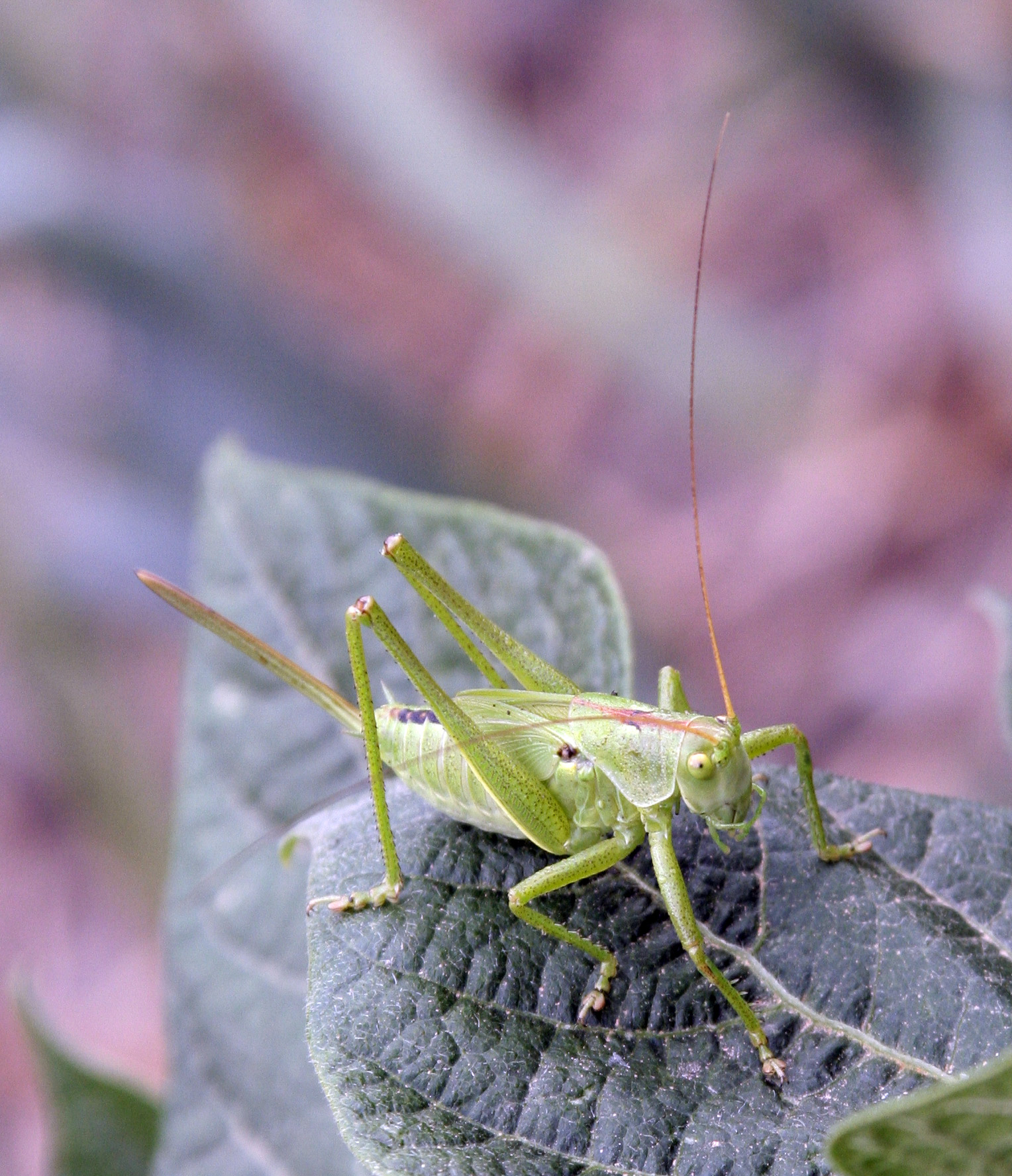
Tettigonia cantans
- Gafanhoto-do-milho
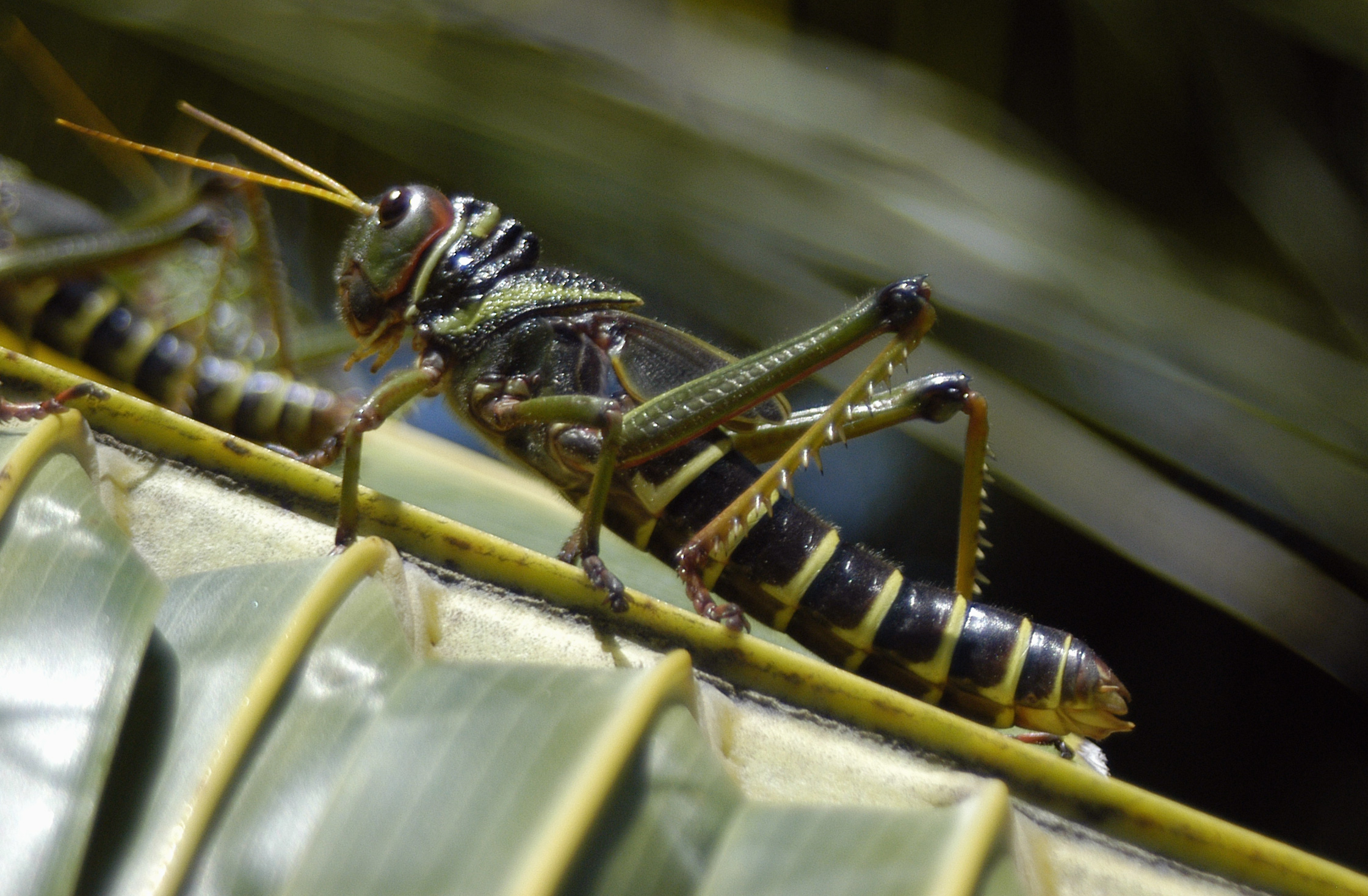
Gafanhoto na Bahia, no Brasil